# Ipsos
Ipsos grupa S.A. (izvedeno od latinskog izraza, ipso facto) je multinacionalna kompanija za istraživanje tržišta i konsalting sa sedištem u Parizu, Francuska. Kompaniju je 1975. godine osnovao Didie Trošo, predsednik kompanije, a javno se trguje na Pariskoj berzi od 1. jula 1999. godine.
Od 1990. godine Grupa je osnovala ili stekla brojne kompanije. U oktobru 2011. Ipsos je kupio Sinovat, što je rezultiralo Ipsos organizacijom koja se rangira kao treća najveća istraživačka agencija na svetu. Od 2023. Ipsos ima kancelarije u 89 zemalja, zapošljavajući 19.500 ljudi.

## Spoljašnje veze
- Official website